# Gnidia foliosa
Gnidia foliosa är en tibastväxtart som först beskrevs av H. H. W. Pearson, och fick sitt nu gällande namn av Adolf Engler. Gnidia foliosa ingår i släktet Gnidia och familjen tibastväxter. Inga underarter finns listade i Catalogue of Life.